# Erhard Hofeditz

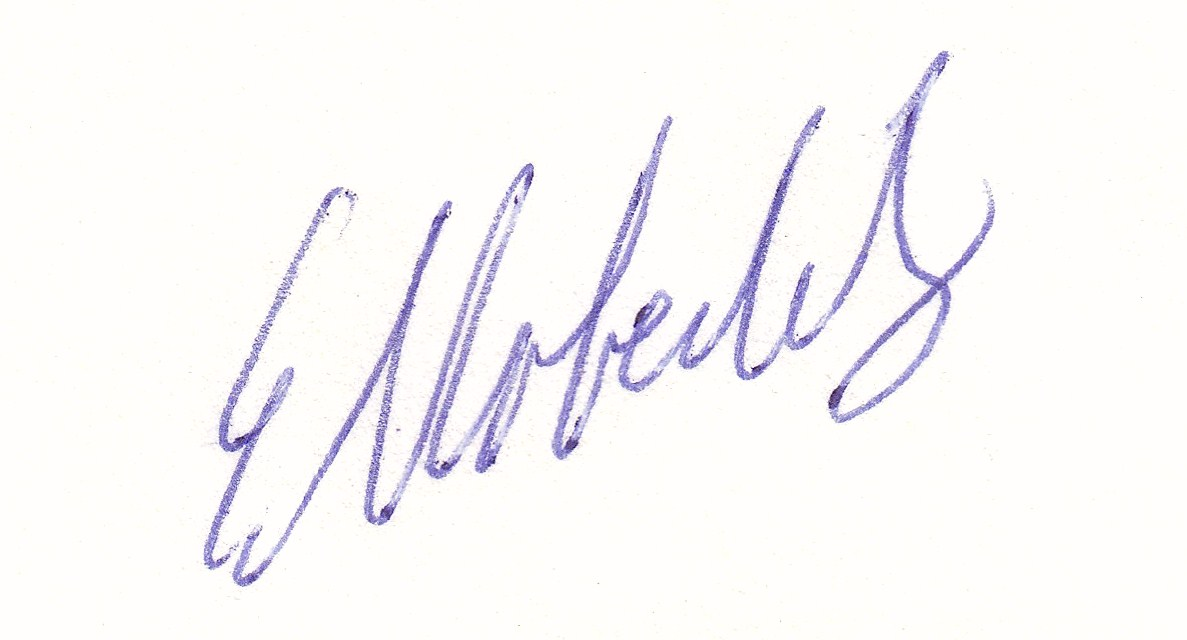
Autogramm von „Beppo“ Hofeditz aus der Saison 1978/79

Erhard „Beppo“ Hofeditz (* 7. Dezember 1953 in Wolfhagen; † 20. Februar 2025 in Immenhausen) war ein deutscher Fußballspieler und -trainer.

## Karriere

### Spielerkarriere
„Beppo“ Hofeditz spielte in der Jugend und als Amateur für die Vereine FSV Wolfhagen, VfL Kassel und KSV Hessen Kassel.
Seine Profikarriere begann beim KSV Baunatal in der 2. Bundesliga Süd. Nach einer überragenden Saison 1976/77 mit 17 Treffern in 38 Spielen, so schoss er zum Beispiel fünf Mal zwei oder mehr Tore in einem Spiel, und einem ebenso guten Start in die nächste Saison wechselte er im September 1977 in die Bundesliga zum TSV 1860 München. 
Sein erstes Bundesligaspiel machte er am 1. Oktober 1977 gegen den VfB Stuttgart. Hofeditz stand die vollen 90 Minuten auf dem Platz, allerdings ging das Spiel verloren. Mit neun Treffern war er in dieser Spielzeit bester Schütze seiner Mannschaft. Trotz seiner Tore mussten die Löwen 1978 in die 2. Liga absteigen, schafften jedoch nach einem Jahr den direkten Wiederaufstieg. Weiterhin lief es sehr gut für Hofeditz, er wurde zum Stammspieler bei den Münchnern und wurde in drei Jahren in 87 Ligaspielen eingesetzt, in denen er 22 Tore erzielte.
Berühmtheit erlangte Erhard Hofeditz, als er am 12. November 1977 im Stadtderby gegen den FC Bayern München in der letzten Minute einen entscheidenden Elfmeter herausholte. Nachdem er ihn mit den Worten „Du rote Bayernsau“ provoziert hatte, erhielt er von Karl-Heinz Rummenigge eine Ohrfeige. Dieser sah die Rote Karte und die 60er gewannen mit 3:1.
1980 wechselte der Stürmer zum 1. FC Kaiserslautern und spielte auch dort regelmäßig. In 55 Bundesligaspielen schoss er 13 Tore für die Teufel. Mit Kaiserslautern erreichte er 1981 das Finale des DFB-Pokals, das jedoch mit 1:3 gegen Eintracht Frankfurt verloren wurde. Insgesamt spielte er in seiner Karriere elf Mal im DFB-Pokal und traf dabei einmal. 1982 erreichte Hofeditz mit den Pfälzern das Halbfinale im UEFA-Pokal, das erst in der Verlängerung gegen IFK Göteborg verloren wurde. Er erzielte in insgesamt zwölf UEFA-Cup-Spielen zwei Treffer.
Zur Saison 1982/83 wechselte er für ein Jahr zum Karlsruher SC und anschließend zu Kickers Offenbach, mit denen er 1984 in die 2. Liga abstieg. 1985 beendete er seine Profikarriere. Hofeditz absolvierte insgesamt 163 Bundesligaspiele (41 Tore) und 91 Zweitligaspiele (32 Tore). Nach seiner Karriere als Profifußballer arbeitete er mehr als 30 Jahre als Landwirt. Erhard Hofeditz wohnte im Schauenburger Ortsteil Breitenbach.

### Trainerkarriere
In der Saison 2005/06 übernahm er für ein Jahr den Posten als Interims- und Co-Trainer bei seinem Ex-Verein KSV Baunatal. Schon Mitte der 1990er war Hofeditz als Trainer für den KSV tätig gewesen.

## Wettbewerbsübersicht
| Bundesliga    | Bundesliga    | 163 | Spiele | 41 | Tore |
| 2. Bundesliga | 2. Bundesliga | 92  | Spiele | 32 | Tore |
| DFB-Pokal     | DFB-Pokal     | 16  | Spiele | 2  | Tore |
| Europapokal   | Europapokal   | 12  | Spiele | 2  | Tore |